# Estádio Olímpico de la Universidad Central de Venezuela
O Estadio Olímpico de la Universidad Central de Venezuela é um estádio poliesportivo, mais usado para a prática do futebol, localizado em Caracas, na Venezuela.
Projetado pelo arquiteto venezuelano Carlos Raúl Villanueva, o estádio foi inaugurado em 5 de dezembro de  1951.
Foi o estádio-sede dos Jogos Pan-Americanos de 1983. Com capacidade para 24 900 espectadores, as equipes Caracas, Universidad Central, Deportivo Petare, e Deportivo La Guaira mandam suas partidas no local, além do estádio ser usado em algumas partidas da Seleção Venezuelana de Futebol, para prática de outros esportes como o rugby e para shows musicais.
Foi remodelado e ampliado para a Copa América 2007.